# غاوسور (مقاطعة دالاهو)
غاوسور (بالفارسية: گاوسور) هي قرية تقع في قسم حومة كرند الريفي (مقاطعة دالاهو) في إيران. يقدر عدد سكانها بـ 768 نسمة بحسب إحصاء 2016.